# Vajebah Sakor
Vajebah Kaliefah Sakor (sinh ngày 14 tháng 4 năm 1996) là một cầu thủ bóng đá người Na Uy thi đấu ở vị trí tiền vệ cho IFK Göteborg.

## Sự nghiệp câu lạc bộ
Sakor có màn ra mắt cho Asker lúc 15 tuổi, trở thành cầu thủ trẻ nhất thi đấu tại Norwegian First Division. Sau khi thử việc với A.C. Milan vào tháng 3 năm 2012, Sakor ký hợp đồng cho Juventus vào tháng 1 năm 2013.
Vào tháng 8 năm 2015, Sakor gia nhập K.V.C. Westerlo theo dạng cho mượn, trước khi gia nhập Vålerenga theo dạng cho mượn vào tháng 3 năm 2016.
Vào ngày 31 tháng 1 năm 2017, Sakor được cho mượn đến Willem II đến hết mùa giải.

## Sự nghiệp quốc tế
Sakor sinh ra ở Liberia và có gốc Liberia, nhưng anh đã chuyển đến Na Uy từ khi còn nhỏ. Anh đại diện Na Uy ở các cấp độ U-15, U-16, U-17, U-18, U-19 và gần đây nhất là U-21.

## Thống kê sự nghiệp
Tính đến trận đấu diễn ra ngày 9 tháng 4 năm 2018
| Câu lạc bộ          | Mùa giải            | Hạng đấu            | Giải vô địch | Giải vô địch | Cúp     | Cúp       | Châu Âu | Châu Âu   | Tổng cộng | Tổng cộng |
| Câu lạc bộ          | Mùa giải            | Hạng đấu            | Số trận      | Bàn thắng    | Số trận | Bàn thắng | Số trận | Bàn thắng | Số trận   | Bàn thắng |
| ------------------- | ------------------- | ------------------- | ------------ | ------------ | ------- | --------- | ------- | --------- | --------- | --------- |
| Vålerenga (mượn)    | 2016                | Tippeligaen         | 20           | 1            | 5       | 2         | -       | -         | 25        | 3         |
| Vålerenga (mượn)    | Tổng cộng           | Tổng cộng           | 20           | 1            | 5       | 2         | 0       | 0         | 25        | 3         |
| Willem II (mượn)    | 2016–17             | Eredivisie          | 1            | 0            | 0       | 0         | -       | -         | 1         | 0         |
| Willem II (mượn)    | Tổng cộng           | Tổng cộng           | 1            | 0            | 0       | 0         | 0       | 0         | 1         | 0         |
| IFK Göteborg (mượn) | 2017                | Allsvenskan         | 12           | 2            | 0       | 0         | -       | -         | 12        | 2         |
| IFK Göteborg        | 2018                | Allsvenskan         | 2            | 1            | 2       | 0         | -       | -         | 4         | 1         |
| IFK Göteborg        | Tổng cộng           | Tổng cộng           | 14           | 3            | 2       | 0         | 0       | 0         | 16        | 3         |
| Tổng cộng sự nghiệp | Tổng cộng sự nghiệp | Tổng cộng sự nghiệp | 35           | 4            | 7       | 2         | 0       | 0         | 42        | 6         |